# 福本莉子
福本 莉子（ふくもと りこ、2000年〈平成12年〉11月25日 - ）は、日本の女優、声優。大阪府出身。東宝芸能所属。第8回「東宝シンデレラ」オーディショングランプリ。

## 経歴
小さい頃の夢はいい匂いがするためパン屋だった。あとはドーナツ屋で、ドーナツがすごく好きで、小さい頃によく母に連れて行ってもらった。ドーナツ屋でアルバイトもしていたこともあり、「ドーナツを食べたいな」と思っていたという。
しかし、「女優になりたい」という意識はあまりなく、昔からテレビっ子で、すごくテレビを観ており、テレビドラマも毎日毎週観ていたぐらいテレビが好きだった。芸能界に対する興味のようなものはあったが、「芸能界にどうやって入るのか」というところまでは考えておらず、純粋にドラマが好きでテレビが好きな学生だった。「何かに挑戦したい」、「変わりたい」と思っていた時期になり、友人からオーディションの話を聞いて「チャレンジしてみようかな」、「人生、一度きりだしな」と思ったことがきっかけで、2016年開催の第8回「東宝シンデレラ」オーディションでグランプリ、集英社『Seventeen』賞を併せて受賞し、2017年1月、『にじいろジーン』（関西テレビ）でゲスト生出演し、芸能界デビュー を果たした。
2017年4月より『NHK高校講座「物理基礎」』（NHK E）にレギュラー出演し、本格的に芸能活動開始。同年11月には初めての写真集を発売した。
2018年4月12日スタートしたテレビアニメ『ひそねとまそたん』（TOKYO MX・BSフジ）の主題歌「少女はあの空を渡る」で歌手デビュー。同年5月18日公開の『のみとり侍』でスクリーンデビュー。同年6月上演の舞台及びミュージカル『魔女の宅急便』で初舞台でありながらも初主演を務めた。同年5月には『コンフィデンスマンJP』（フジテレビ）でテレビドラマ初出演。
2020年8月14日公開の映画『思い、思われ、ふり、ふられ』では、北村匠海、浜辺美波、赤楚衛二とともに主演を務め、映画初主演。同年10月にスタートした『歴史迷宮からの脱出〜リアル脱出ゲーム×テレビ東京〜』（テレビ東京）で地上波連続テレビドラマ初主演。
2021年5月公開の『しあわせのマスカット』で映画単独初主演。
2022年1月から山崎紘菜の後任としてTOHOシネマズの上映前（幕間）映像「シネマチャンネル」のナビゲーターに就任。
2019年4月より大学在学中（2021年12月現在）。

## 人物
- 特技は、サッカー、水泳、ピアノ、趣味は、そろばん、英会話[1][13]。中学時代はサッカー部で、右サイドハーフのポジション[14]。
- 2017年初めの時点ではニンテンドー3DSの『ポケットモンスター』にハマっている[15]。
- カラオケでは、星野源[4]やback number[15]の曲をよく歌う。
- 好きな食べ物は、ピザとトマト[14]。和菓子では、イチゴ大福や栗の和菓子が好き[16]。和菓子「しあわせのマスカット」[注 2]もふわふわで美味しいと気に入っている[19]。
- 好きな教科は世界史など暗記科目[5]。
- 好きな映画は『ハリー・ポッターシリーズ』。邦画では『映画 ビリギャル』。ドラマでは『MOZU』シリーズ[20]。
- 好きな動物は犬、苦手な動物は深海魚（見た目が怖い）[21]。
- 尊敬する人はニーチェ（令和を生きている私たちにも通ずる、普遍的だけどとても大切なことを教えてくれるから）[21]。
- 憧れの俳優は、長澤まさみ[4]、北川景子[15]。
- 漫画は『椿町ロンリープラネット』が好きで集めている。その他にも『マギ』や『プラチナエンド』を読んでいる[22]。
- 家族構成は両親と7つ上の姉1人[3]。

## 受賞歴
2016年
- 第8回「東宝シンデレラ」オーディション グランプリ・集英社賞（Seventeen賞）

2022年
- 第110回ザテレビジョンドラマアカデミー賞 助演女優賞（『消えた初恋』）
- 第31回 TV LIFE年間ドラマ大賞 助演女優賞（『消えた初恋』）

2023年　
- 第46回日本アカデミー賞 新人俳優賞（『今夜、世界からこの恋が消えても』）

## 出演
※主演作品は役名を太字で表示

### 映画
- のみとり侍（2018年5月18日、東宝） - おみつ 役[7]
- センセイ君主（2018年8月1日、東宝） - 夏穂 役[26]
- 屍人荘の殺人（2019年12月13日、東宝） - 星川麗花 役[27]
- 思い、思われ、ふり、ふられ（2020年8月14日、東宝） - 主演・市原由奈 役（浜辺美波、北村匠海、赤楚衛二との4人主演）[9][28]
- 映像研には手を出すな!（2020年9月25日[注 3]、東宝映像事業部） - 阿島九 役[29]
- しあわせのマスカット（2021年5月14日[注 1]、BS-TBS） - 主演・相馬春奈 役[11][31]
- 君が落とした青空（2022年2月18日、ハピネットファントム・スタジオ） - 主演・水野実結 役（松田元太〈Travis Japan/ジャニーズJr.〉とのW主演）[32]
- 20歳のソウル（2022年5月27日、日活） - 宮田夏月 役[33][34]
- 今夜、世界からこの恋が消えても（2022年7月29日、東宝） - 主演・日野真織 役（道枝駿佑とのW主演）[35]
- ディア・ファミリー（2024年6月14日、東宝） - 坪井佳美 役[36]
- 室井慎次 敗れざる者 / 室井慎次 生き続ける者（2024年10月11日 / 11月15日、東宝） - 日向杏 役[37]
- 劇場版 トリリオンゲーム（2025年2月14日、東宝） - 高橋凜々 役[38]
- お嬢と番犬くん（2025年3月14日、東宝） -  主演・瀬名垣一咲 役（ジェシーとのW主演）[39][40]
- #真相をお話しします（2025年4月25日、東宝） - 女子大生 役[41]
- 隣のステラ（2025年8月22日公開予定、東宝） - 主演・天野千明 役（八木勇征とのW主演）[42][43]

### テレビドラマ
- コンフィデンスマンJP 第8話（2018年5月28日、フジテレビ）
- 僕の初恋をキミに捧ぐ（2019年1月19日 - 3月2日、テレビ朝日） - 野村聡美 役[44]
- チート〜詐欺師の皆さん、ご注意ください〜 第7話・第8話（2019年11月14日・21日、読売テレビ） - 江沢花音 / ミライ 役
- 黒蜥蜴-BLACK LIZARD-（2019年12月29日・NHK BSプレミアム、2020年2月8日・NHK BS4K） - 岩瀬早苗 / 葉子 役（2役） [45]
- パパがも一度恋をした（2020年2月1日 - 3月21日、東海テレビ） - 山下トモ 役[46]
- 映像研には手を出すな!（2020年4月6日 - 5月11日、MBS） - 阿島九 役[29]
- 大江戸グレートジャーニー 〜ザ・お伊勢参り〜（2020年6月6日 - 7月11日、WOWOW） - お鈴 役[47]
- 3人のシングルマザー-すてきな人生逆転物語-「おかんのために」（2020年10月1日、フジテレビ） - 前原聖子 役[48]
- 歴史迷宮からの脱出〜リアル脱出ゲーム×テレビ東京〜（2020年10月3日 - 11月7日、テレビ東京） - 主演・谷田純 役[10]
- 夢中さ、きみに。（2021年1月8日（7日深夜） - 2月5日（4日深夜）、MBS） - 松屋めぐみ 役[49]
- 華麗なる一族（2021年4月18日 - 7月11日、WOWOW） - 万俵三子 役[50][51]
- 小吉の女房2 第5回（2021年4月30日、NHK BSプレミアム） - お峰 役[52]
- 消えた初恋（2021年10月9日 - 12月18日、テレビ朝日） - 橋下美緒 役[53][54]
- めざましドラマ「めぐる。」（2021年12月6日 - 12月17日、フジテレビ） - 馬場百合子 役[55][56]
- 昭和歌謡ミュージカル また逢う日まで（2022年4月30日、NHK BSプレミアム・BS4K） - 主演・磯野さえ 役[57][58][59]
- 赤いナースコール（2022年7月11日 - 9月26日、テレビ東京） - 三森アリサ 役[60]
- トリリオンゲーム 第2話 - 最終話（2023年7月21日 - 9月15日、TBS） - 高橋凜々 役[61]
- ONE DAY〜聖夜のから騒ぎ〜（2023年10月9日 - 12月18日、フジテレビ） - 立葵査子 役[62][63]
- 全領域異常解決室（2024年10月9日 - 12月18日、フジテレビ） - 豊玉妃花 役[64]
- ストロボ・エッジ Season1（2025年秋〈予定〉 - 、WOWOW） - 主演・木下仁菜子 役（高橋恭平とW主演）[65]

### テレビ番組
- NHK高校講座「物理基礎」（2017年4月12日 - 、NHK Eテレ） - 物理莉子 役[1][66]
- ネプリーグ（2020年3月2日、2024年10月14日、フジテレビ）
- Trailblazers〜次なる日本の革新者たち〜（2022年4月〜、BSフジ）- ナビゲーター レギュラー出演
- めざましテレビ（2022年7月5日 - 28日、フジテレビ） - マンスリーエンタメプレゼンター[67][68]

### 配信ドラマ
- &美少女 NEXT GIRL meets Tokyo 第9話（2017年6月7日、FOD） - 栗山香菜 役[1]
- チート〜詐欺師の皆さん、ご注意ください〜 チェインストーリー #6.5・#7.5（2019年11月8日・15日、GYAO!） - マネージャー 役
- 賭󠄀ケグルイ双（2021年3月26日 - 4月16日、Amazon Prime Video） - 愛浦心 役[69][70][71]
- 金魚妻（2022年2月14日、全8話、Netflix） - 風間蘭 役[72]

### 舞台
- ミュージカル「魔女の宅急便」（2018年6月15日 - 24日、新国立劇場 / 7月4日・5日、メルパルクホール） - 主演・キキ 役（大西流星〈関西ジャニーズJr.〉とのW主演）[8][73]
- 音楽劇「あらしのよるに」（2019年8月3日 - 5日、日生劇場） - メイ 役[74]
- お勢、断行（2022年5月28日 - 6月19日、世田谷パブリックシアター / 愛知、島根、兵庫、福岡、長野） - 昌 役[75]
  - 当初2020年2月から3月に上演予定だったが[76]、新型コロナウイルスの影響で全公演中止となり[77]、2022年に2年越しの上演となった[75]。福本は2022年版での新たなキャスティング[75]。
- アルキメデスの大戦（2022年10月1日 - 11月3日、東京シアタークリエ、大阪、静岡、愛知、香川、広島） - 尾崎鏡子 役[78]
  - 2020年6月から7月に上演が予定されながら[79]新型コロナウイルス感染症拡大防止のため公演中止となった[80]舞台が2年越しに実現[81]。

### テレビアニメ
- ひそねとまそたん 第8話 - 第12話（2018年6月1日 - 6月29日、TOKYO MX・BSフジ） - 三角棗 役[82]

### 劇場アニメ
- 思い、思われ、ふり、ふられ（2020年9月18日公開） - 女子生徒 役、アユコ 役[83]
- 劇場版 転生したらスライムだった件 紅蓮の絆編（2022年11月25日公開） - トワ 役[84]

### Webアニメ
- カイリューとゆうびんやさん（2025年2月27日） - ハナ 役[85]

### ラジオ
- ナニモノ!（2021年5月15日・22日、文化放送） - パーソナリティ[86]
- 福本莉子のオールナイトニッポン0(ZERO)（2022年7月3日〈2日深夜〉、ニッポン放送）- パーソナリティ[87]

### ラジオドラマ
- FMシアター（NHK-FM）
  - 上越新幹線にて（2019年1月26日） - 沙弓 役[88]
- 青春アドベンチャー（NHK-FM）
  - 『ナカスイ！ -海なし県の水産高校-』（2025年7月21日 - 8月1日、原作：村崎なぎこ） - 主演・鈴木さくら 役[89][90]

### Web番組
- 『消えた初恋』学級日誌（2021年11月7日 - 12月12日、TELASA） [91]

### CM
- 大京グループブランドCM（2017年 - 2019年）[92]
  - 「住まいも 長生きする国へ。」篇（2017年4月25日 - 〈特別バージョン〉 / 5月1日 - ）[93]
  - 「手を繋ぐとき」篇（2018年7月25日 - ）[94]
- サカイ引越センター（2018年11月1日 - ）[95]
- JR東日本「旅と暮らしを新しいカタチに。」（2020年9月30日 - ）[96][97]
- コロナ
  - 「ReLaLa（リララ）」（2021年5月2日 - ）[98]
  - 「エコキュート」（2025年1月10日 - ）[99]
- ロート製薬「ロートCキューブ」「CCキューブ ダンス」篇（2022年3月28日 - ）[100]
- 大塚製薬「オロナミンC」（2022年4月 - ）[101]
- なか卯「なか卯のこだわり たまご」篇（2024年4月11日 - ）[102]

### MV
- 雨のパレード「MARCH」（2018年3月7日 - ）
- GOOD ON THE REEL「交換日記」（2021年4月28日 - ）

### 広告
- 日本損害保険協会 全国統一防火ポスター（2021年度）[103]

### オーディオドラマ
- アイドルのハウスキーパーになりました。（2021年11月17日 - 2022年1月19日、全10話、Spotify） - 主演・春野小町 役[104]

### その他
- TOHOシネマズ 上映前（幕間）映像「シネマチャンネル」ナビゲーター（2022年1月1日 - ）

## 書籍

### 雑誌
- Seventeen（2017年1月号、集英社）

### 写真集
- はじめての恋人（2017年11月25日、ギャンビット）ISBN 978-4-907462-32-1[105]
- 福本莉子写真集「Grace」（2021年11月25日、講談社）ISBN 978-4-06-525792-0[106]

## 作品

### シングル
|            | 発売日        | タイトル           | 規格品番   | 規格品番   | オリコン 最高位 |
| 初回限定盤 | 発売日        | タイトル           | 通常盤     |            | オリコン 最高位 |
| ---------- | ------------- | ------------------ | ---------- | ---------- | --------------- |
| 1st        | 2018年5月30日 | 少女はあの空を渡る | 1000714350 | 1000714351 | 57位            |

### タイアップ曲
| 楽曲               | タイアップ                                                       | 時期   |
| ------------------ | ---------------------------------------------------------------- | ------ |
| 少女はあの空を渡る | テレビアニメ『ひそねとまそたん』第2話 - 第7話オープニングテーマ  | 2018年 |
| 少女はあの空に惑う | テレビアニメ『ひそねとまそたん』第8話 - 第11話オープニングテーマ | 2018年 |